# Empis polita
Empis polita är en tvåvingeart som beskrevs av Macquart 1838. Empis polita ingår i släktet Empis och familjen dansflugor. Inga underarter finns listade i Catalogue of Life.